# 展毛多根乌头
展毛多根乌头（学名：Aconitum karakolicum var. patentipilum）为毛茛科乌头属下的一个变种。

## 扩展阅读
- 維基物種上的相關：展毛多根乌头